# 안산선
안산선(安山線)은 경기도 군포시의 금정과 시흥시의 오이도을 잇는 한국철도공사의 철도 노선이다. 통행방향은 전 구간 좌측통행이다.
경기도 군포시의 금정을 기점으로 하여 산본신도시, 안산시를 거쳐 시흥시의 오이도까지 이어진다. 경인선과 마찬가지로 통근형 전동차만이 정기 여객 열차로서 운행되고 있으며, 2010년 9월 1일을 기하여 화물 취급도 중단되었다.
수도권 전철 1호선 소속 일부 전동차가 검수 및 시운전을 위하여 시흥차량기지로 입고하기 위해 안산선을 운행하던 경우도 있으나 영업 운전은 한다. 수도권 전철의 일부이므로 수도권 대중교통 수단에서 사용이 가능한 모든 종류의 선·후불 교통카드의 사용이 가능하다.

## 역사
원래 "반월" 일대로 불리며, 화성군과 시흥군의 일부였던 안산은 반월공단과 시흥스마트허브의 건설과 함께 개발이 이루어지기 시작하였다. 서해안고속도로와 안산선이 개통되기 이전에 반월 일대에서 서울 도심을 연결한 교통 수단은 수인산업도로 등을 이용한 버스였으며, 당시 버스로 90여 분이 소요되었다. 철도청(현 한국철도공사 및 국가철도공단)은 안산에서 군포를 거쳐 사당까지 이어진 철도 노선을 구상하였으며 그 사업의 하나로 1986년 2월 안산선 공사에 착수하였다. 안산선 공사는 약 966억 원이 쓰였는데, 건설 비용은 당시 반월공단 및 시화공단의 개발을 책임지던 공기업인 한국수자원개발공사가 전액 부담하였다. 수도권 전철 공사에 기업의 자본을 투자한 사례는 안산선이 최초였다. 한편 이 무렵 부동산 경기가 호조세를 보인 것과 겹치면서, 안산선 역세권의 땅값이 크게 오른 등, 안산선은 개통 전부터 연선 지역 주민들의 뜨거운 관심을 받았다.
약 2년 8개월 간의 공사 기간을 거쳐 1988년 10월 25일, 금정과 안산을 잇는 안산선이 개통하였다. 개통 당시 안산선은 출퇴근 시간대를 기준으로 약 12분 간격으로 열차가 운행되었으며, 안산과 서울 도심을 오간데에 버스보다 약 30분 정도 소요 시간을 줄일 수 있다. 한편 안산선의 개통 직후, 성남시민들을 중심으로 서울 도심과 성남 지역을 잇는 철도 노선의 개통에 대한 여론이 높아지기도 했다.
안산선은 당시 수도권 전철 1호선이 운행하였기 때문에, 1992학년도 학력고사(현 대학수학능력시험)가 있던 1991년 12월 17일, 경부선 금천구청에서 고압선 사고가 발생하였을 때 안산선의 운행도 전면 중단되는 등 직접적인 영향을 받아왔다. 하지만 초창기의 이러한 문제에도 불구하고, 이후 안산선 연선의 상주 인구는 산본신도시 등의 확장과 더불어 늘어났다. 1992년은 안산신도시의 고잔과 산본신도시의 산본이 각각 개통하였다. 이어, 1994년은 고잔과 안산 사이에 초지이 개통했고 1993년 1월 14일부터 1994년 3월 31일까지는 과천선 인덕원에서 착발한 열차가 운행하였으며, 1994년 4월 1일부터 서울 지하철 4호선과 직결 운행되기 시작했다.
2000년 7월 28일에는 안산 - 오이도 구간이 연장 개통되었다. 대한민국 철도청은 2003년 4월 30일에 1호선의 운행을 병점구간 연장 개통과 동시에 중단하였으며 서울 지하철 4호선, 과천선과 직결 운행하는 편수를 지속 증편했다. 같은 해 7월 18일은 산본과 대야미 사이에 수리산(계획 당시 도장역)이 신설되었다. 2010년 1월 18일부터 급행열차가 운행을 개시하였으며, 같은 해 9월 1일부터 화물 취급이 중단되어 여객 전용 노선으로 바뀌었다. 2012년 6월 30일은 오이도이 수인선의 개통과 함께 환승역이 되었고, 같은 날 6월 30일은 공단역이 초지역으로 이름을 변경하였다.
2020년 9월 12일 수인선이 한대앞~오이도 구간 선로를 공유하여 직결 운행을 개시하였다. 같은 해 11월 27일부터 과천선과 시간표를 통합했다.

## 역 목록

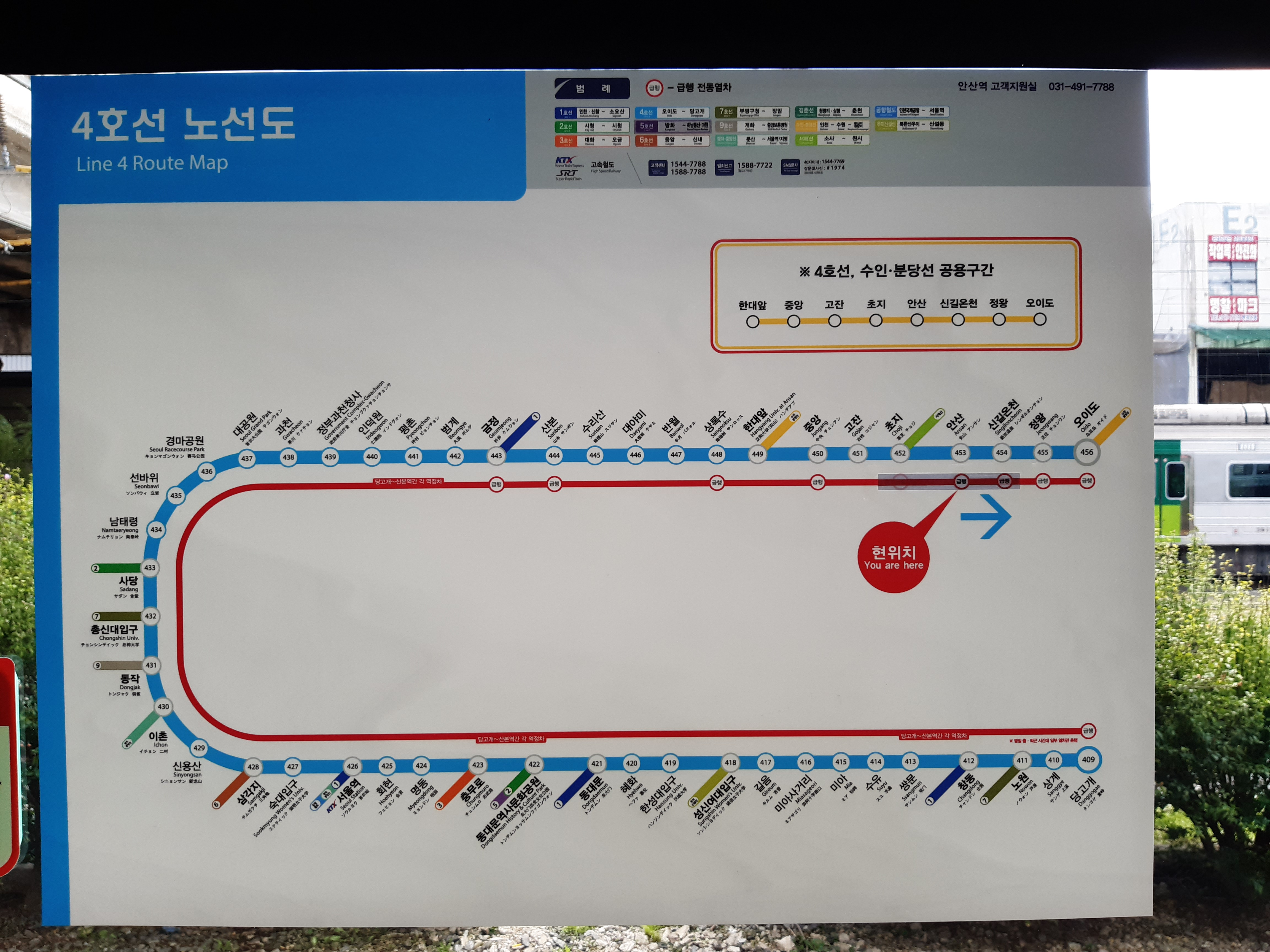
수도권 전철 4호선 노선도 (2020년 9월 12일부터 진접선 개통 전까지)

- 부기역명[21]의 영문과 한자는 표기하지 않았다.
- ●: 급행 정차[22]
- ｜: 급행 미정차
- 노란색 (■): 수인선(● 수도권 전철 수인·분당선) 공용 구간

| 역 번호            | 역명                 | 로마자 역명                          | 한자 역명          | 급 행              | 접속 노선                        | 역간 거리          | 영업 거리          | 소재지             | 소재지             |                    |
| ↑ 과천선 범계 방면 | ↑ 과천선 범계 방면   | ↑ 과천선 범계 방면                   | ↑ 과천선 범계 방면 | ↑ 과천선 범계 방면 | ↑ 과천선 범계 방면               | ↑ 과천선 범계 방면 | ↑ 과천선 범계 방면 | ↑ 과천선 범계 방면 | ↑ 과천선 범계 방면 | ↑ 과천선 범계 방면 |
| ------------------ | -------------------- | ------------------------------------ | ------------------ | ------------------ | -------------------------------- | ------------------ | ------------------ | ------------------ | ------------------ | ------------------ |
| 444                | 금정                 | Geumjeong                            | 衿井               | ●                  | ● 수도권 전철 1호선              | -                  | 0.0                | 경기도             | 군포시             |                    |
| 445                | 산본(원광대산본병원) | Sanbon(Weongwangdae Sanbon Hospital) | 山本               | ●                  |                                  | 2.3                | 2.3                | 경기도             | 군포시             |                    |
| 446                | 수리산               | Surisan                              | 修理山             | ｜                 |                                  | 1.1                | 3.4                | 경기도             | 군포시             |                    |
| 447                | 대야미               | Daeyami                              | 大夜味             | ｜                 |                                  | 2.6                | 6.0                | 경기도             | 군포시             |                    |
| 448                | 반월                 | Banwol                               | 半月               | ｜                 |                                  | 2.0                | 8.0                | 경기도             | 안산시             |                    |
| 449                | 상록수(안산대학교)   | Sangnoksu(Ansandaehaqgyo)            | 常綠樹             | ●                  |                                  | 3.7                | 11.7               | 경기도             | 안산시             |                    |
| 450                | 한대앞               | Hanyang Univ. at Ansan               | 漢大앞             | ｜                 | ● 수도권 전철 수인·분당선 수인선 | 1.5                | 13.2               | 경기도             | 안산시             |                    |
| 451                | 중앙(서울예술대학교) | Jungang                              | 中央               | ●                  |                                  | 1.6                | 14.8               | 경기도             | 안산시             |                    |
| 452                | 고잔(고대안산병원)   | Gojan                                | 古棧               | ｜                 |                                  | 1.4                | 16.2               | 경기도             | 안산시             |                    |
| 453                | 초지(신안산대학교)   | Choji(Shin-Ansandaehaqgyo)           | 草芝               | ●                  | ● 수도권 전철 서해선             | 1.5                | 17.7               | 경기도             | 안산시             |                    |
| 454                | 안산                 | Ansan                                | 安山               | ●                  | 안산연결선                       | 1.8                | 19.5               | 경기도             | 안산시             |                    |
| 455                | 신길온천             | Singiloncheon                        | 新吉溫泉           | ｜                 |                                  | 2.2                | 21.7               | 경기도             | 안산시             |                    |
| 456                | 정왕(시화병원)       | Jeongwang(Shihwa Hospital)           | 正往               | ●                  |                                  | 2.9                | 24.6               | 경기도             | 시흥시             |                    |
| 457                | 오이도               | Oido                                 | 烏耳島             | ●                  | ● 수도권 전철 수인·분당선 수인선 | 1.4                | 26.0               | 경기도             | 시흥시             |                    |

## 운행
오이도, 안산에서 출발하여 거쳐 진접선 진접(경복대학교), 서울 지하철 4호선 불암산, 과천선 선바위까지 운행하거나 그 반대로 운행하는 수도권 전철 4호선이 운행하고 있으며, 시흥차량사업소에 소속되어 있는 한국철도공사 341000호대 전동차, 창동차량사업소에 소속된 서울교통공사 4000호대 VVVF 전동차의 직류·교류 혼용 차량이 사용되고 있다.
평일 출/퇴근 시간대 코레일(한국철도공사) 열차에 한하여 상/하행 1일 6회 불암산, 오이도으로 가는 급행 열차가 운행되고 있다. 안산선의 대피 시설을 활용하고 있다. 불암산 급행 전동열차는 오이도에서 출발하여 정왕, 안산, 초지, 중앙, 상록수, 산본에 정차하며, 산본부터 불암산까지는 모든 역에 정차한다. 오이도역 급행 열차는 불암산에서 출발하여, 불암산부터 금정까지는 모든 역에 정차하며, 산본, 상록수, 중앙, 초지, 안산, 정왕, 오이도에 정차한다.
운행 횟수는 한국철도공사 소속 164회, 서울교통공사 소속 104회로 총 268회이다.

### 차량
- 서울교통공사 4000호대 VVVF 전동차 (450~470, 481~485편성)
- 한국철도공사 341000호대 전동차
- 한국철도공사 351000호대 전동차 (351x23~83편성), (한대앞 - 오이도)구간에만 운행한다.

2020년 9월 12일부터는 수인·분당선이 안산선의 오이도 ~ 한대앞 구간을 공유함에 따라 한국철도공사 351000호대 전동차가 운행을 개시하였다.

## 안산선과 수인선

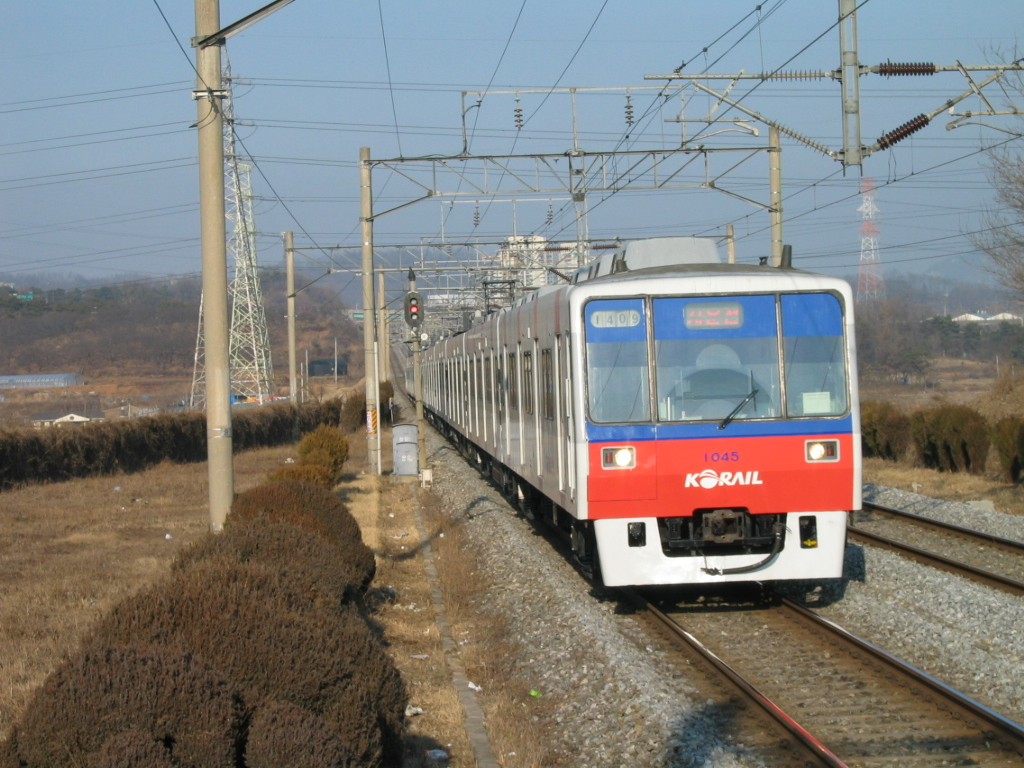
검수 목적으로 한국철도공사 1000호대 전동차가 입선하는 경우도 있으나 여객 취급은 하지 않았다.

안산선은 한대앞 이후부터 수인선의 옛 노선을 그대로 따라 건설되었다. 협궤 철도였던 수인선이 표준궤로 개궤 및 복선 전철화로 다시 건설되고 운행하기 시작하면서 한대앞부터 오이도까지의 구간은 수인선과 선로를 공유하게 된다.
현재 수인선 열차는 6량 1편성으로 운행 중이다. 우선 수인선은 오이도 ~ 송도까지 2012년 6월 30일 1차 개통되었고, 수도권 전철 4호선과의 직결 운행이 요구 민원이 있다. 2016년 2월 27일에 2단계 개통으로 인천까지 연장되어 인천에서는 경인선(수도권 전철 1호선)과 환승이 가능하게 되었다. 2020년 9월 12일에 한대앞 ~ 수원 3단계 구간에 최종 개통되어 분당선과 직결, 통합 노선명은 수도권 전철 수인·분당선이 됐다. 따라서 분당선 열차가 선로와 역사가 공유된 안산선과 수인선을 직결 운행하게 됨에 따라서 길게는 청량리 ~ 수서 ~ 죽전 ~ 기흥 ~ 수원 ~ 한대앞 ~ 오이도 ~ 송도 ~ 인천 구간을 운행한다.

## 터널 목록
| 터널 이름 | 소재지 | 길이   | 준공년도 | 비고 |
| 산본터널  |        | 601m   | 1988년   |      |
| 팔곡터널  |        | 212m   | 1988년   |      |
| 반월터널  |        | 200m   | 1988년   |      |
| 안산터널  |        | 1,123m | 1988년   |      |
| --------- | ------ | ------ | -------- | ---- |

## 지선 노선
안산선에는 총 1개의 지선 철도가 있다.
| 번호  | 노선 명칭  | 기점   | 종점     | 연장(km) | 비고 |
| ----- | ---------- | ------ | -------- | -------- | ---- |
| 31601 | 시흥기지선 | 오이도 | 시흥기지 | 2.0      |      |

### 시흥기지선
시흥기지선은 오이도과 시흥차량사업소를 연결하는 철도 노선이다. 국토교통부의 한국철도영업거리표 상 노선 번호는 30202이다.
| 역명     | 접속 노선 | 역간 거리 | 영업 거리 | 소재지 | 소재지 |
| -------- | --------- | --------- | --------- | ------ | ------ |
| 오이도   | 안산선    | 0.0       | 0.0       | 경기도 | 시흥시 |
| 시흥기지 |           | 2.0       | 2.0       | 경기도 | 시흥시 |

## 같이 보기
- 수도권 전철 4호선